# コストラーニ・デジェー
コストラーニ・デジェー（Kosztolányi Dezső, 1885年 - 1936年) は、 ハンガリーの詩人、小説家、ジャーナリスト。

## 生涯
1885年、オーストリア＝ハンガリー帝国の一部であり、現在は セルビア北部に位置するスボティツァに生まれた。この街は、彼の小説「Skylark」や「Golden Kite」の舞台となる架空の街"Sarszeg"のモデルとなっている。ブダペスト大学在学中に、バビチ・ミハーイ、ユハース・ジュラの2人の詩人と知り合った。ウィーンに短期間滞在した後、大学を中退、ジャーナリストとなった。これ以降、生涯ジャーナリストを職業としている。
1908年、パリに去った詩人アディ・エンドレの後を継ぎ、『ブダペシュト日報』（Budapest Naplo）の記者となった。そして1910年、最初の詩集である「The Complaints of a Poor Little Child」が国内で成功を収める。これ以降旺盛に作品を作り、ほぼ毎年本を出版することとなった。
1936年、喉頭癌のため死去。

## 作品歴
ハンガリーの文芸復興に非常に重要な役割を果たした文芸雑誌『ニュガト』（Nyugat：ハンガリー語で"西"の意）が1908年に創刊されると、コストラーニは早くから同誌に詩を寄稿し、"ニュガト第一世代"の一翼を成した。
1920年代初めより「Nero」「Bloody Poet」「Skylark」「The Golden Kite」「Anna Edes」といった小説、散文作品を書き始める。ちなみに「Bloody Poet」のドイツ語版においてはトーマス・マンが序文を書いている。1924年には、初期作品を彷彿とさせる韻文の作品集「The Complaints of the Sad Man」を出版。
また、コストラーニはハンガリーにおける文学翻訳の先駆者でもあり、シェイクスピアの『冬物語』やルイス・キャロルの『不思議の国のアリス』などをハンガリー語に翻訳した。

## 日本語に翻訳された作品
- 石膏の天使
  - 徳永康元訳
    - 『世界短編名作選 東欧編』（新日本出版社 1979年9月）
- 水浴
  - 徳永康元訳
    - 『新・ちくま文学の森 6 いのちのかたち』（筑摩書房 1995年2月）
    - 『青ひげ公の城―ハンガリー短編集』（恒文社 1998年2月）
    - 『深海の放浪者―ハンガリー短編小説集』（恒文社 1966年）
- 幼稚園
  - 岩崎悦子訳
    - 『トランシルヴァニアの仲間―ハンガリー短編集』（恒文社 1997年5月）
    - 『ハンガリー短篇集 1』（大学書林 1985年3月）
- ありふれた市電車中のぞっとするような描写
  - 梅村裕子訳
    - ハンガリー政府観光局HP内（外部リンク参照）

## 親族
従弟に作家、音楽批評家、医師のチャート・ゲーザがいる。